# My Magma
My Magma è il settimo album del gruppo italiano Casa, pubblicato nel 2015.

## Il disco
Per la prima volta nella storia della band tutti i componenti figurano come autori delle musiche, composte sui testi di Filippo Bordignon. Il brano Tributo a qualcuno è eseguito a cappella dal trio Smako Acustico; Petrolini omaggia l'attore e drammaturgo Ettore Petrolini; Elegia Nō è ispirata alle musiche del Teatro nō; lo strumentale Ouverture Mandela è suonato da un'altra band, i Mandela: i Casa si sono limitati a comporre, arrangiare e curare l'editing del brano.
Sono stati realizzati i videoclip delle canzoni Tacet e La zuppa con il coltello. A differenza degli album precedenti, il libretto del cd non contiene i testi delle canzoni né immagini della band ma la frase del pianista canadese Glenn Gould: “Soltanto le culture che hanno evitato la fase rinascimentale, grazie al caso o al buon governo, vedono nell'arte il pericolo che essa rappresenta in realtà”.

## Tracce
1. Tributo a qualcuno – 2:20
2. In nuce – 5:13
3. Petrolini – 4:02
4. Tacet – 3:26
5. Ouverture Mandela – 4:35
6. Non finito – 4:22
7. Elegia Nō – 7:11
8. Blues degenerativo – 3:45
9. La zuppa con il coltello – 3:53

## Formazione
- Filippo Bordignon - voce
- Filippo “Fefè” Gianello - basso elettrico, basso acustico e chitarra elettrica
- Ivo Tescaro - batteria e percussioni
- Matteo Scalchi - chitarra elettrica, chitarra acustica e ukulele

### Ospiti
- Smako Acustico - voci in Tributo a qualcuno
- Red Eyed Panda - elettronica in Tacet
- Mandela - chitarra elettrica, basso elettrico, batteria, tastiera e tromba in Ouverture Mandela
- Valerio Fallico - flauto traverso in Blues degenerativo